# Antunnacum

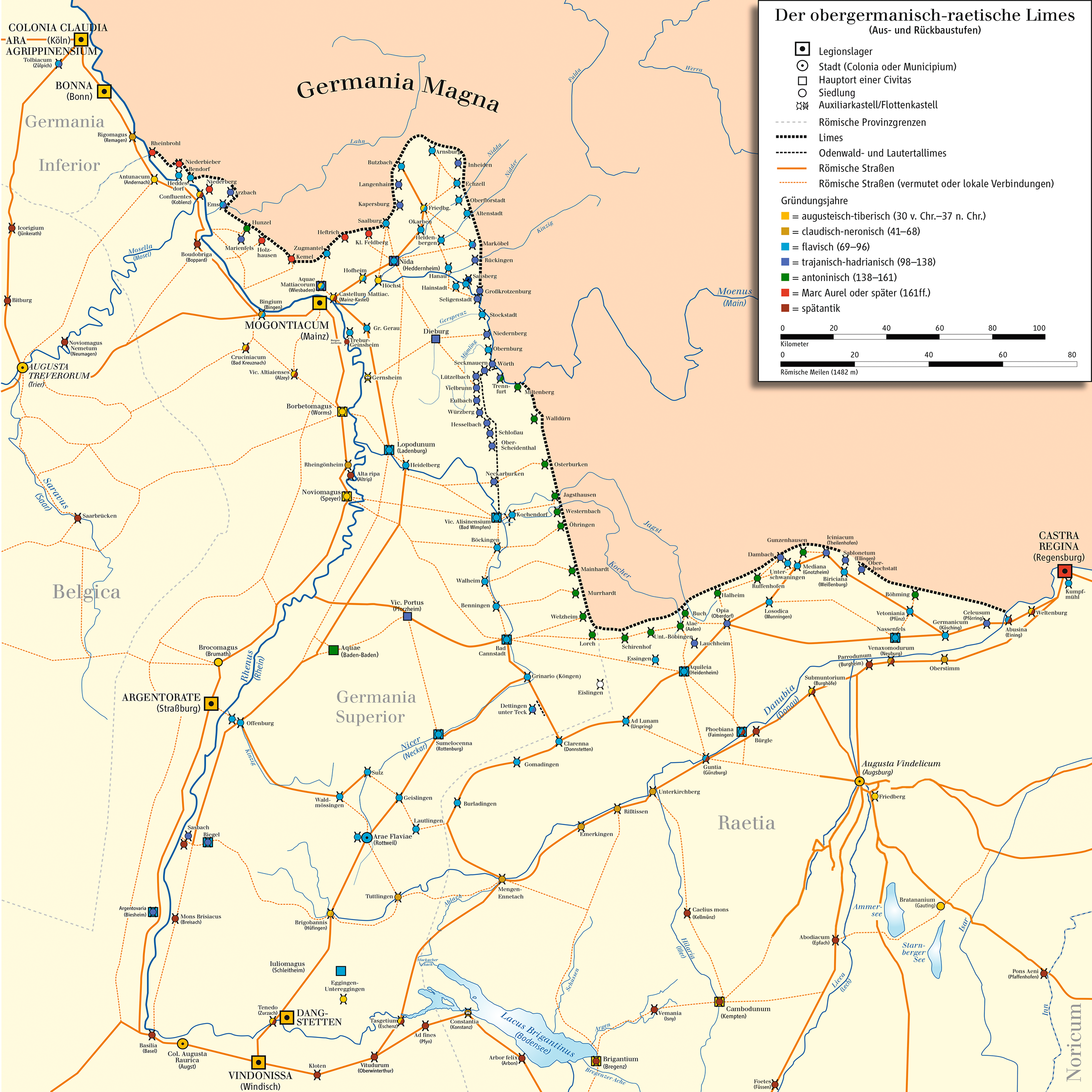
Die Lage des Kastells an der spätantiken Rheingrenze

Antunnacum, heute Andernach (Landkreis Mayen-Koblenz), war ein römisches Militärlager, dessen Besatzung einen Flussübergang im Tal des Mittelrheins sicherte. Vor der Eroberung der Agri decumates sowie nach dem Fall des Obergermanisch-Raetischen Limes um 259/260 n. Chr. war das an der römischen Rheintalstraße gelegene Antunnacum auch ein Grenzort. Die heute von der modernen Stadt vollkommen überbauten antiken Strukturen liegen am südlichen Ufer des Rheins.

## Lage
Die frühe Fortifikation wurde nach Überlegungen des Archäologen Hans Lehner (1865–1938) auf dem Nordwestende einer großen, alten Rheininsel gegründet. Das Kastell nahm dort die Fläche eines hochwassersicheren Hügels ein, der auch unter dem Namen „Hügelchen“ bekannt ist. Hier befindet sich heute das Rathaus der Stadt. Der sich später zu einem wichtigen Handelsort entwickelnde Vicus, das Lagerdorf, wurde westlich dieses Punktes auf dem Inselareal verortet. Es ließ sich nachweisen, dass das „Hügelchen“ bereits während der Frühlatènezeit besiedelt gewesen ist.
Wie Untersuchungen zu den historischen Flussverläufen des Rheins ergaben, führte der vom Hauptstrom abzweigende Seitenarm, der sich einst um das antike Siedlungsgelände legte, schon in römischer Zeit kein Wasser mehr, wurde aber durch den Zufluss des Kennelbaches – im Stadtgebiet Schafbach genannt – noch streckenweise sumpfig gehalten. Der Bach selbst versickerte, noch bevor er den Rhein erreichte, auf dem Gebiet des heutigen Marktplatzes. Nördlich von Andernach mündete der alte Rheinarm mit einer weit in das Land hineinreichenden Bucht zwischen dem Krahnenberg und dem „Hügelchen“ in den Hauptstrom. An dieser Stelle verengt sich das Tal des Rheinischen Schiefergebirges. Die Bucht bildete einen guten, natürlichen Hafen. Zuvor wurde der Seitenarm jedoch von zwei Bächen, dem Felsterbach und der Antel durchflossen, die beide in einigem Abstand in dem Rhein mündeten. Von der Antel wurde angenommen, dass sie mit dem Namen von Antunnacum möglicherweise in Verbindung stand.

## Forschungsgeschichte
1902 wurden die Ergebnisse der im Jahr 1900 und 1901 unter der Leitung von Hans Lehner erfolgten Grabungen in Andernach in den Bonner Jahrbüchern veröffentlicht. Dort gab der Forscher einen eingehenden Bericht über den damaligen Forschungsstand ab. Eine deutliche Bereicherung der damals vorgestellten Anlage brachten erst die um 1960 erfolgten Untersuchungen und Ausgrabungen von Günter Stein und Josef Röder. Nach dem Abriss der Weissheimer Mälzerei erfolgte seit 2010 unter Leitung der Generaldirektion Kulturelles Erbe Rheinland-Pfalz, Direktion Landesarchäologie Koblenz eine umfangreiche Grabungsphase, die ein rund 2500 Quadratmeter großes Gebiet abdeckte.
Die 2006 neben der romanischen Basilika Maria Himmelfahrt entdeckte und von dem Archäologen Axel von Berg untersuchte römische Badeanlage wurden in das Gebäude integriert und 2009 der Öffentlichkeit zugänglich gemacht. Teile der Therme können seither durch eine Glaskuppel vor dem Pfarrheim besichtigt werden.

## Baugeschichte

### Holz-Erde-Lager
Durch die linksrheinischen Eroberungen des römischen Feldherren Gaius Iulius Caesar wurde Mitte des 1. Jahrhunderts v. Chr. auch die keltische Vorläufersiedlung von Antunnacum im Westen der heutigen Altstadt Teil des römischen Reiches. Sie blieb bestehen und wurde zur Keimzelle des späteren Ortes. Frührömische Keramikscherben aus den ältesten gallorömischen Straten wurden an der unteren Hochstraße, in der Schaarstraße sowie in der Agrippastraße geborgen und datieren in die Jahre um die Zeitenwende.
Um die neue Flussgrenze vor germanischen Überfällen zu schützen, wurden zunächst offensichtlich irreguläre Einheiten ausgehoben, die sich vermutlich aus Mitgliedern der einheimischen Bevölkerung zusammensetzten. Gräber auf dem Andernacher Martinsberg, welche unter anderem die Waffen der Verstorbenen enthielten, deuten auf eine solche Truppe hin, die neben der Verteidigung ihrer Siedlung auch den Naturhafen sicherte. Ab der spättiberisch-claudischen Epoche zwischen 30 und 50 n. n. Chr. übernahm eine reguläre römische Einheit diese Aufgaben und errichteten rund 400 Meter westlich der keltischen Ansiedlung zur ständigen Garnison ein Holz-Erde-Lager, über das die Forschung jedoch keine konkreten Aussagen machen kann. Sicher ist, dass es bereits auf dem „Hügelchen“ stand. Möglicherweise ging das Holz-Erde-Lager während des Bataveraufstand (August 69 n. Chr.–Herbst 70 n. Chr.) unter. Über eine unmittelbare Nachfolgeanlage kann nur spekuliert werden. Spätestens mit dem Bau des Obergermanisch-Raetischen Limes wurde Andernach als möglicher Garnisonsort für die römische Militärführung uninteressant.

### Steinkastell

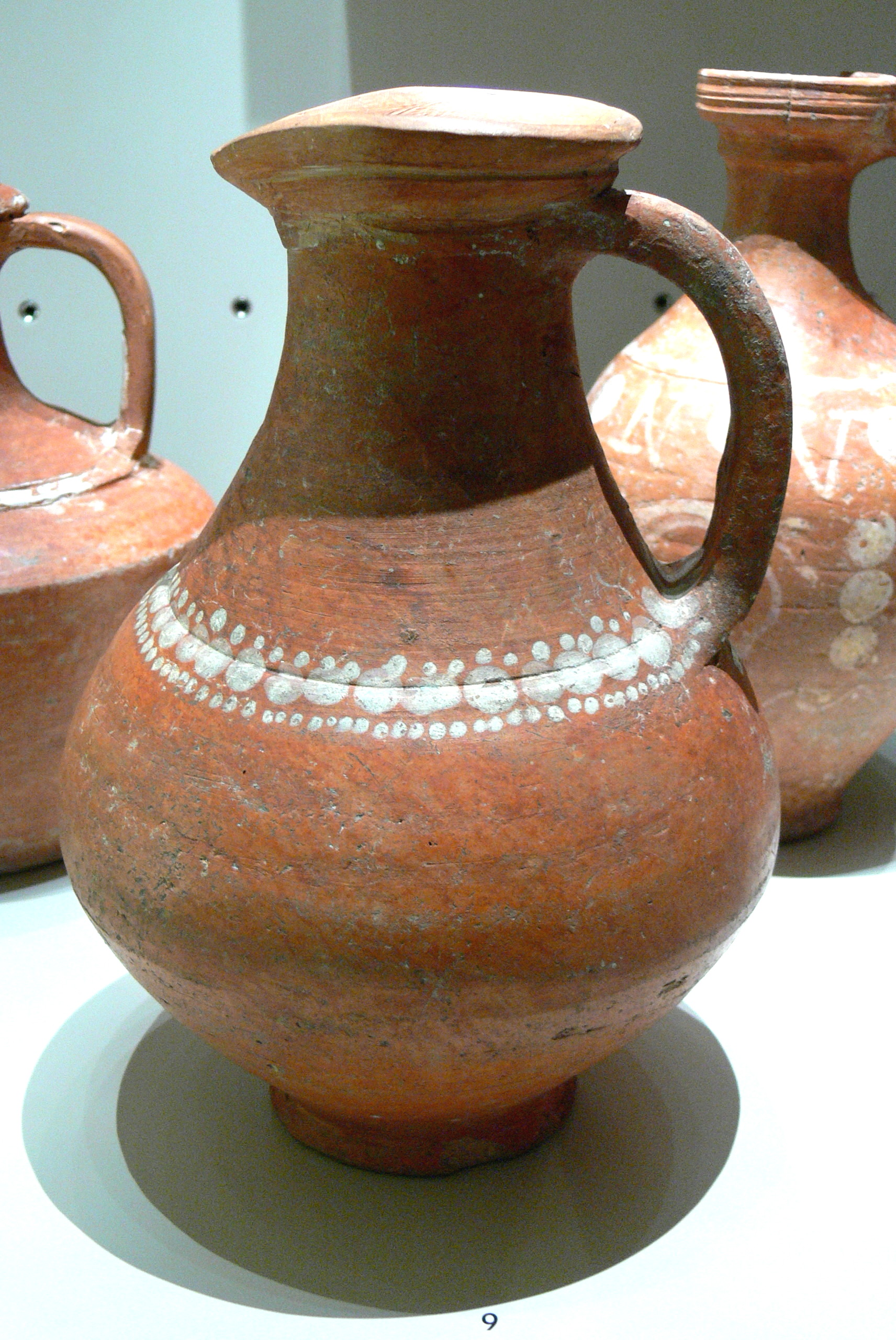
Römischer Krug aus dem 4. Jahrhundert n. Chr.

Mit dem Limesfall 259/260 n. Chr. wurde Antunnacum erneut zum Grenzort und offensichtlich Ziel germanischer Angriffe. So wurde die am Kranenberg gelegene Tempelanlage „In der Felster“ sowie ein Vorgängerbau der spätrömischen Villa am Marienstätter Hof in den Folgejahren gewaltsam zerstört. Andernach kam erneut in den Blickpunkt der römischen Strategen. Zur Sicherung des Grenzlandes entstand im 4. Jahrhundert auf dem Areal des Kernbereichs der mittelkaiserzeitlichen Siedlung eine mächtige Befestigung, die eine insgesamt rund 910 Meter lange und 2,9 bis 3 Meter breite Wehrmauer besaß und rund 5,6 Hektar umschloss. Zum Fundament hin wurde die Mauer durch einen 0,30 Meter breiten, teils stufenförmig, teils abgeschrägt angelegten Sockelbereich abgesetzt. Im Fundament selber fanden sich neben Schieferbruchsteinen als Spolien verbaute Tuffsteinquader. Im Inneren des Kastells besteht die Wehrmauer aus Opus caementitium. Lediglich die Außenseite wurde in sorgfältiger Weise mit Tuff- und Schiefersteinen verblendet. Die grundsätzlich rechteckig konzipierte Anlage passte sich nur an der Südostseite der Geländetopographie an, da dort der versumpfte Altarm des Rheins lag.
Die Via principalis, die das Kastell in der Breite durchschneidende Lagerhauptstraße, zeichnet sich noch heute durch den Verlauf der Hochstraße ab, während die rechtwinklig dazu liegende Kirchstraße die Richtung der Via praetoria aufnimmt, die zum Flussufer hin das Kastell über die Porta praetoria – das dem Feind zugewandte Haupttor der Garnison – verließ. Das Kastell besaß vier mit Tortürmen ausgestattete Zufahrten sowie 14 nachgewiesene Zwischentürme im Abstand von rund 30 Metern. Lediglich zur Rheinseite hin wurden keine Türme festgestellt. Jeweils zwei der Tore standen sich gegenüber, die Porta praetoria an der unteren Kirchstraße im Norden, an der Wick im Süden, im Westen am Ende der Hochstraße und im Osten an der Hochstraße zwischen der Einmündung vom Steinweg zur Eisengasse. Neben der Garnison nahm das Innere der Anlage auch den Kern der Zivilsiedlung mit auf. Ammianus Marcellinus nennt Andernach als Antennacum in Zusammenhang mit den Kämpfen des späteren Kaisers Julian gegen die Alamannen. Nachdem der Garnisonsort durch diesen Germanenstamm zerstört worden war, ließ ihn Julian zusammen mit sechs weiteren Siedlungen als Nachschubbasis für seine im Jahr 359 durchgeführten Strafexpeditionen wiederaufbauen. Spätestens um 450/460 n. Chr. fiel der Ort endgültig an fränkische Krieger, die unter anderem eine Vielzahl von Grabstätten hinterließen.

## Truppe

### Kastellbesatzung

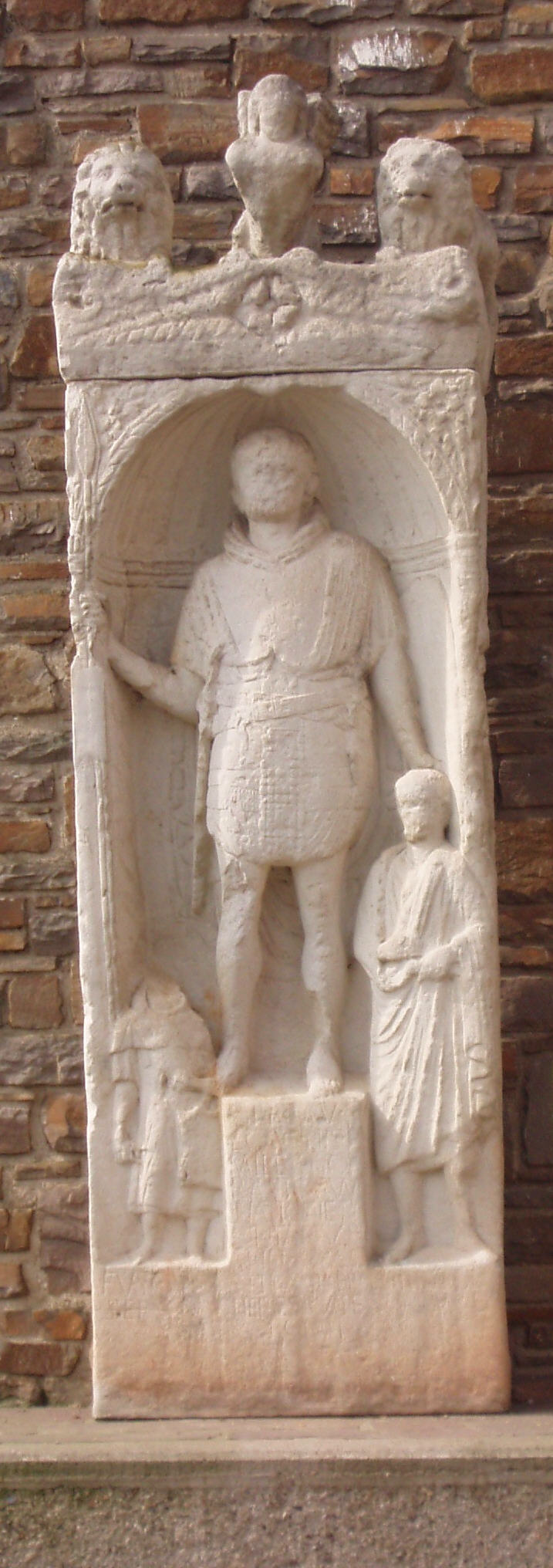
Grabstein des römischen Soldaten Firmus aus dem 1. Jahrhundert n. Chr.

In dem frühen Holz-Erde-Lager könnte eine Cohors Raetorum – eine Kohorte der Räter – gelegen haben, möglicherweise auch nur die Vexillation einer solchen Hilfstruppeneinheit. Darauf deutet die Grabinschrift des Soldaten Firmus, Sohn des Ecco, hin, dessen Stein rund 300 Meter östlich des „Hügelchens“ an der Koblenzer Straße gefunden wurde.
[F]irmus
Ecconis f(ilius)
mil(es) ex coh(orte)
Raetorum
natione M-
ontanus
ann(orum) XXXVI
stip(endiorum) X[V]II(?)
heres [e]x tes(tamento)
po[sui]t // Fuscus
serv[u]s // [ 
Übersetzung: „Firmus, Sohn des Ecco, Soldat der Kohorte der Raeter, aus dem Stamm der Montani (Bewohner der ligurischen Seealpen), 36 Jahre alt, mit 14 (?) Dienstjahren. Der Erbe ließ (den Grabstein) dem Testament entsprechend setzen.“
Da neben Firmus auch sein Sklave Fuscus abgebildet ist, wird davon ausgegangen, dass dieser der Erbe seines Herren gewesen ist.
Zusammen mit diesem Stein kamen noch die Überreste zweier weiterer Soldatengräber aus dem Boden. Die rund drei Meter hohen Grabsteine aus Lothringer Kalkstein wurden um 50/60 n. Chr. mit dem Schiff nach Antunnacum verfrachtet.
Die Notitia dignitatum, ein römisches Staatshandbuch aus der ersten Hälfte des 5. Jahrhunderts, bezeichnet Andernach als Castellum, das dem Oberbefehl des Dux Mogontiacensis unterstellt war. Damals leitete ein Praefectus die hier stationierte Einheit der Milites Acincenses.

### Rheinflotte
Ein im Rheinischen Landesmuseum Bonn aufbewahrter Weihestein für Matronen liefert einen Hinweis darauf, dass es im Andernacher Hafen einen römischen Flottenstützpunkt gegeben haben könnte. Zudem könnte dieser zwischen 89 und 96 n. Chr. entstandene Stein auch auf einheimische Angehörige der Rheinflotte hinweisen. Darauf lassen der Name des Stifters und die Weihung selbst schließen:

„Matribus / suis / Similio mil/es ex c(l)asse Ge/rmanica P(ia) F(ideli) D(omitiana) / pler(omate) Cresimi / v(otum) s(olvit) l(ibens) l(aetus) m(erito)“

„Seinen Matronen (gestiftet von) Similius, Soldat der germanischen Flotte – fromm, treu, domitianisch – aus der Schiffsmannschaft (pleroma) des Cresimus. Er hat das Gelübde gern, freudig und nach Gebühr eingelöst.“

Im Gegensatz dazu stammte der Schiffsführer Cresimus aus dem hellenistischen Kulturkreis, sein latinisierter Name bedeutet im Griechischen der Tüchtige.

## Bad
Neben der romanischen Basilika Maria Himmelfahrt kamen 2006 bei den Planungen zu einem neuen Pfarrheim die Reste einer guterhaltenen römischen hypokaustierte Badeanlage aus dem 4. Jahrhundert zu Tage, über der seit dem 8. Jahrhundert ein Friedhof lag. Die Wasserbecken waren mit wasserundurchlässigem Mörtel verputzt und wurden mithilfe von Bleirohren versorgt.

## Zivilsiedlung
Die Erkenntnisse über das frührömische zivile und halbzivile Leben in Antunnacum, das sich im Westen der heutigen Altstadt konzentrierte, sind bis heute sehr gering. Wie das von Röder untersuchte Fundmaterial beweist, lässt sich die dort entdeckte Siedlungskontinuität aus der letzten Phase der Latènezeit in die frühe Phase der römischen Besatzung ohne Brüche verfolgen. Das Areal lag noch im erhöhten Bereich der vorgeschichtlichen Rheininsel. Im Norden begrenzte und schützte der Rhein die Siedlungsfläche. Im Westen, Süden und Osten übernahm diese Aufgabe der versumpfte Flussarm.
Während der mittleren Kaiserzeit, im 2. und 3. Jahrhundert n. Chr., war das Gelände westlich des Marktplatzes bis zur Agrippastraße sowie zwischen Rhein und Bahnstrecke dicht bebaut. Ein weiterer Siedlungsschwerpunkt lag entlang der Hochstraße bis zum „Hügelchen“. In dieser Blütezeit des durch den Handel und das Gewerbe groß gewordenen Ortes verdrängten aufwendige Steinbauten die kleinen Häuser aus dem 1. Jahrhundert. An der Ecke Kirchstraße/Steinweg, südlich der Basilika Maria Himmelfahrt, wurden Reste eines hypokaustierten Gebäudes entdeckt, die verdeutlichen, dass sich die wohlhabenden Bewohner einigen Wohlstand leisten konnten. 1882 kam am heutigen Merowingerplatz eine Bauinschrift zutage, die in die Jahre 202 bis 208 datiert wird. Die bruchstückhaft erhaltene Inschrift aus der Regierungszeit des Kaisers Septimius Severus (193–211) erwähnt die Vollendung eines Bauwerks ([CV]M MVRIS POSIT[IS -]) auf Geheiß des damaligen Statthalters. Da jedoch die Textpassage nicht erhalten blieb, die beschreibt, was konkret „mit Mauern“ errichtet wurde, bleibt der Bezug unklar. Nach Lehner lag damals an der Fundstelle ein rund 75 Meter langer, westöstlich ausgerichteter öffentlicher Bau, der zur Hochstraße hin mit einer doppelten, kannelierten Säulenreihe abschloss. Von diesen Säulen hat sich noch eine 0,75 Meter durchmessende Trommel im Stadtmuseum Andernach erhalten. Die Funktion dieses Großbauwerks ist nicht bekannt.
Im 4. Jahrhundert entstand auf dem Gebiet des Kernbereichs der mittelkaiserzeitlichen Siedlung zwischen der Agrippastraße im Westen und dem mittelalterlichen Marktplatz im Osten das spätantike Kastell. Die noch weiter östlich gelegenen Bereiche des Ortes entlang der Hochstraße und auf dem Hügelchen wurden offensichtlich nicht in das Verteidigungskonzept mit eingeschlossen.

## Gräberfelder
Die Gräberfelder befanden sich seit keltischer Zeit südlich der Ansiedlung, am anderen Ufer des versumpften Rheinarms. Eine Vielzahl von Grabfunden am Fuß von Martins- (frührömische Bestattungen) und Kirchberg (früh- und spätrömische Bestattungen) sowie im Osten vor dem Burgtor (früh- und spätrömische Bestattungen) grenzen die Lage ein. Seit der zweiten Hälfte des 5. Jahrhunderts finden sich auf den beiden spätantiken Friedhöfen auch fränkische Grablegen.
Zwei auf den spätantiken Gräberfeldern entdeckte Coemeterialkirchen sind neben beigabenlosen Gräbern ein deutlicher Hinweis auf den römischen Ursprung einer frühchristlichen Gemeinschaft in Andernach. Es wird davon ausgegangen, dass diese Sakralbauten einer Pfarrkirche untergeordnet waren.

## Hafen
Der Hafen von Andernach hat in besonderem Maß zum Aufstieg des Ortes während der Römerzeit beigetragen. Insbesondere das dort verschiffte Baumaterial aus den umliegenden Steinbrüchen, das seit dem frühen 1. Jahrhundert in großem Maße für den Ausbau der Städte entlang des Rheins benötigt wurde, hat einen beträchtlichen Anteil an diesem Aufschwung. Insbesondere Mühlsteine aus Basalt und Tuff blieben ein anhaltender Verkaufsschlager. Nach dem Abbruch der Weissheimer Mälzerei konnte das Hafenareal ab 2010 durch von Berg erstmals großflächig untersucht werden. Bisher wurden neben Gebäuderesten der Hafenanlage die rheinseitigen Stadtmauern aus frührömischer und spätantiker Zeit auf einer Länge von 60 Metern beobachtet.

## Münzmeisterei
Im spätantiken Andernach entstand ein Münzmeisteratelier, das zum sogenannten Mainzer Prägebezirk gehörte. Diesem Bezirk gehörte auch Boppard und zeitweilig Zülpich an. Die weitreichenden Handelsbeziehungen dieser Münzstätte beweist ein Andernacher Triens, der neben einem Triens aus dem südfranzösischen Banassac in Köln auf dem Heumarkt gefunden wurde.

## Nachrömische Entwicklung
Der Geograph von Ravenna nennt die damals zum rheinfränkischen Gebiet gehörende Siedlung im Kastellbereich um 500 n. Chr. bereits Anternacha und Venantius Fortunatus beschrieb Antunnacum im 6. Jahrhundert als noch stark befestigt. Die Mauern des spätrömischen Kastells haben noch viele Jahrhunderte bestanden und wurden weiterhin bewohnt. In der Folge besaßen die Merowinger Frankenkönige im nordöstlichen Teil der Fortifikation eine Pfalz, der eine Genovevakapelle angegliedert war. Im Jahr 883 suchten die Normannen während ihrer Raubzüge Andernach heim und zerstörten die vor den Kastellmauern gelegenen Siedlungsbereiche.

## Fundverbleib
Das Fundgut aus den Grabungen ist im Andernacher Stadtmuseum ausgestellt. Ein Rest der römischen Wasserleitung aus der Eifel nach Köln kann auf einer Wiese vor dem Krankenhaus besichtigt werden. Einzelne Stücke werden auch im Rheinischen Landesmuseum Bonn aufbewahrt.